# Jardines del Descubrimiento de Texas

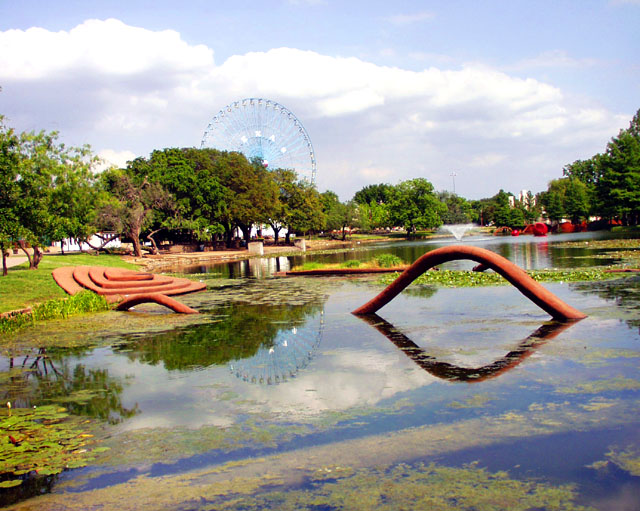
El "Lake Monster" en el Parque Ferial de Dallas.

El Jardines Descubrimiento de Texas (en inglés : Texas Discovery Gardens ), es un jardín botánico de 7,5 acres (28,328 m²) de extensión situado en el Parque Ferial de Dallas. Es de administración privada sin ánimo de lucro. Se ubica en el centro de Dallas, Texas, Estados Unidos. Su código de reconocimiento internacional como institución botánica, así como las siglas de su herbario es DALCC.

## Localización
Fair Park se encuentre a unas dos millas del centro de Dallas justo al sur de la "Interstate 30". Una vez en el Parque ferial entrar por la entrada "Fair Park # 6" (en la intersección de Martin Luther King Jr. Blvd. & Robert B. Cullum Blvd). Justo en el interior traspasando la puerta, torcer a la derecha en "Second Ave." 
Texas Discovery Gardens, P.O.Box 152537 3601 Martin Luther King Jr. Blvd. in Fair Park. Dallas, Dallas County, Texas TX 75315, United States of America-Estados Unidos de América.32°46′55″N 96°45′56″O / 32.78194, -96.76556
El jardín está abierto todos los días del año y se cobra una tarifa de entrada.

## Historia
Este era el edificio original « Horticulture Building » de la « Texas Centennial Exposition », que ha sido alterado desde entonces por renovaciones y añadidos exteriores, incluyendo el invernadero de cristal minimalista de Blachly « Blachly Conservatory ». 
En los jardines detrás de la estructura principal se encuentra un "hogar modelo" que compañía de cemento de Portland "Portland Cement Company" construyó originalmente para la exposición.
El "Texas Discovery Gardens" es el primer jardín público en el estado de Texas en ser certificado al 100% orgánico por el centro de investigación orgánico de Texas. Los jardines se mantienen usando los métodos sostenibles que conservan el agua y ayudan a proteger el Medioambiente.  

## Colecciones
Entre las colecciones que alberga :
Benny J. Simpson Texas Native Plant Collection (Colección Benny J. Simpson de Plantas Nativas de Texas)
Desde el verano de 1996, podemos admirar esta colección de plantas nativas de Texas en la que se nos muestra más de 20 años de investigación de Benny J. Simpson en Dallas, representando 345 plantas pertenecientes a 84 géneros.  
Certified Butterfly Habitat (Hábitat Certificado de Mariposas)
Jardín enfocado en el relax de los visitantes y en el disfrute de los escolares donde pueden observar el ciclo vital completo de las  mariposas nativas de Dallas. Las plantas huésped proporcionan la fuente apropiada de nutrición para las orugas y atraen las mariposas hembras adultas para la postura de sus huevos. Las plantas ricas en néctar son una fuente del alimento para las mariposas adultas. 
Scent Garden (Jardín de Fragancias)
Diseñado según el modelo de un jardín de hierbas de Londres, este jardín primero fue construido en 1958 como proyecto del club de  jardinería de Marianne Scruggs. El jardín de Fragancias fue diseñado originalmente para ser utilizado por las personas invidentes. En el 2002, el jardín fue renovado usando los fondos de la Ciudad de Dallas. 
Circular Lawn, Callier Garden, and Leftwich Pond
Esta área fue diseñada por Joe Lambert, uno de los arquitectos de paisaje más afamados de Dallas en la década de 1950 y la década de 1960. Basado sobre una serie de arcos y círculos superpuestos, estos jardines ofrecen plantaciones de plantas perennes, numerosos arbustos de flor y pequeños árboles, todo ello realzado con fuentes. La Charca de Leftwich (Leftwich Pond) contiene una colección de  plantas acuáticas mantenida por la sociedad de jardinería « North Texas Water Garden Society ». 
All-America Selections Display Garden ( Jardín de Exhibición del "All-America Selections")
Las plantas que se exhiben en este jardín son las selecciones de un programa nacional de evaluación para plantas ornamentales de flor y verduras. El programa de las "Selecciones de Toda-América" (All-America Selections) fue establecido en 1932 para fomentar el desarrollo, la producción, y la distribución de nuevas y mejores variedades, de especies, estirpes, y cultivares hortícolas y agrícolas en y para Norteamérica.
Faerie Blanton Kilgore Rose Garden (Rosaleda de Faerie Blanton Kilgore)
Delimitada por un seto de acebo y boj, este jardín íntimo tiene plantaciones de rosas antiguas y fragantes junto con una selección de plantas perennes.